# Club Baloncesto Lucentum Alicante
Il Club Baloncesto Lucentum Alicante, conosciuto come Meridiano Alicante, è una società cestistica avente sede ad Alicante, in Spagna. Fondata nel 1994, gioca nel massimo campionato spagnolo.
Disputa le partite interne nel Centro de Tecnificación de Alicante, che ha una capacità di 5.200 spettatori.

## Storia
Il 31 maggio del 1994 un gruppo di persone appassionate al basket alicantino, inizialmente appartenenti al Club de Baloncesto Miguel Hernández, decidono di creare un nuovo club col nome di Club Baloncesto Lucentum-Alicante.
Il 25 luglio del 1994 il club accetta la partecipazione alla liga EBA. Nella prima stagione il progetto ricevette il supporto economico dell'impresa "Ernesto Electrodomésticos" e andò oltre le più rosee aspettative sportive, arrivando a disputare la semifinale per la promozione nella Liga ACB. Il sogno però non poté realizzarsi a causa della sconfitta patita all'ultimo minuto e per un solo punto contro il Gijón, che venne promosso nella ACB. Questo comunque pose le basi per un Alicante sempre protagonista e serio candidato alla promozione in massima serie.
Nel 1996 la Federación Española de Baloncesto ristrutturò la categoria con la creazione della Liga Española de Baloncesto (Liga LEB), alla quale era possibile accedere per il proprio palmarès sportivo e per invito da parte di quei club che lo sollecitavano e che avevano una situazione economica stabile.
Il C.B. Lucentum-Alicante sollecitò la lega per una sua inclusione e, una volta constate le sue credenziali, venne ammesso alla lega come unico rappresentante della Comunità Valenciana.
Le buone stagioni disputate nella liga LEB culminarono in quella del 1999-2000 con la prima posizione in classifica al termine della stagione regolare e la promozione in Liga ACB con il nome "Proaguas Costablanca". Nonostante tutto però, le limitazioni economiche e sportive che afflissero il club non poterono evitare la sua retrocessione nella LEB.
La stagione 2001-02 segna un cambiamento importante nella storia del club. Una nuova gestione, capitanata da Luis Castillo, inizia un nuovo progetto che comincia presto a dare i suoi frutti: la squadra vince la Copa del Príncipe de Asturias, il campionato dei lega LEB e, quello che più conta, il ritorno in ACB. Il nuovo corso della squadra cominciò ad attrarre l'attenzione della città di Alicante, dei suoi media e di tutta l'opinione pubblica alicantina, che si votarono al basket.
Nelle stagioni seguenti, il Lucentum conseguì due qualificazioni per i play-off per il titolo, con le corrispondenti qualificazioni per le competizioni europee, oltre alla storica partecipazione alla Copa del Rey di Saragozza del 2005.
Nella stagione 2006-07 il Lucentum ridiscende nella liga LEB. A questo seguiranno anche le dimissioni del presidente con la nomina del sostituto Miguel Cano.
Nella stagione 2008-09 il Lucentum viene promosso nella liga ACB vincendo contro il Melilla Baloncesto in un match molto equilibrato.

## Sponsor
Il Lucentum Alicante ha avuto vari sponsor durante la sua storia:
| - Proaguas Costablanca 2000–2001 - Etosa Alicante 2002–2007 - Alicante Costablanca 2007–2008 - Meridiano Alicante 2009–oggi |

## Premi individuali
Prima squadra Liga ACB
- Lou Roe – 2004

## Palmarès
- Liga LEB: 2

1999-2000, 2001-2002
- Copa Príncipe de Asturias: 2

2002, 2009

## Cestisti
- Brian Clifford 2000-2001